# 1624

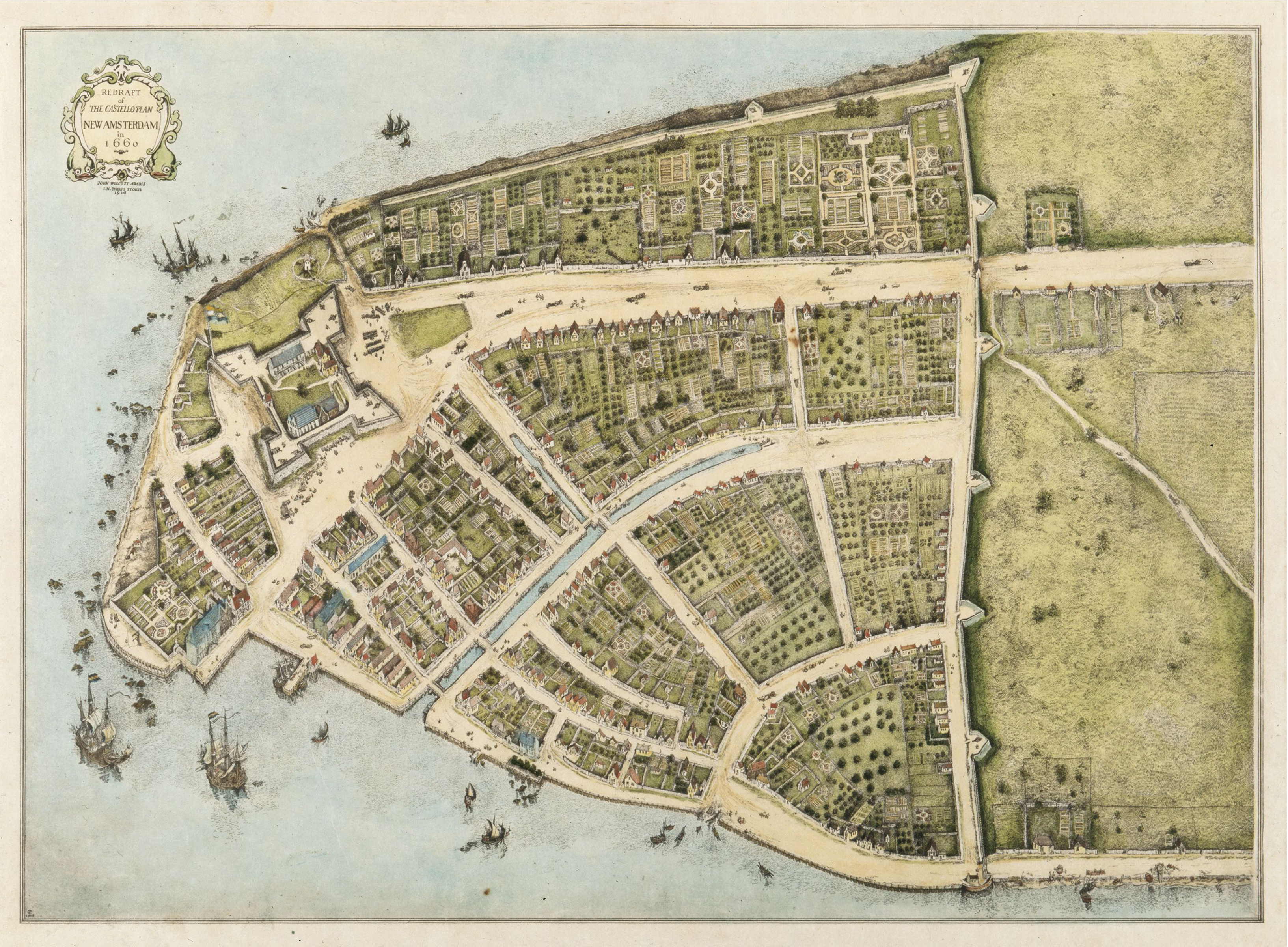
Em 1624 o italiano Giovanni da Verrazzano, ao serviço de França, estabelece uma colónia na parte sul da ilha de Manhattan, com o nome de Nova Angoulême. Os holandeses mudam o nome para Nova Amesterdão e mais tarde os ingleses mudam para Nova Iorque. A baixa de Nova Amesterdão com o castelo, em 1660. Desenho de John Wolcott Adams (1874–1925) and I.N. Phelps Stokes (1867–1944). O norte fica para a direita.

1624 (MDCXXIV, na numeração romana)  foi um ano bissexto do século XVII do atual Calendário Gregoriano, da Era de Cristo, e as suas letras dominicais foram  G e F (52 semanas), teve início a uma segunda-feira e terminou a uma terça-feira.
- Wikisource

| Calendário gregoriano                                                        | 1624 MDCXXIV                         |
| Ab urbe condita                                                              | 2377                                 |
| Calendário arménio                                                           | 1073 – 1074                          |
| Calendário bahá'í                                                            | -220 – -219                          |
| Calendário budista                                                           | 2168                                 |
| Calendário chinês                                                            | 4320 – 4321 Início a 19 de fevereiro |
| Calendário copta                                                             | 1340 – 1341                          |
| Calendário etíope                                                            | 1616 – 1617                          |
| Calendários hindus - Vikram Samvat - Calendário nacional indiano - Cáli Iuga | 1679 – 1680 1545 – 1546 4724 – 4725  |
| Calendário Holoceno                                                          | 11624                                |
| Calendário islâmico                                                          | 1033 – 1034                          |
| Calendário judaico                                                           | 5384 – 5385                          |
| Calendário persa                                                             | 1002 – 1003                          |
| Calendário rúnico                                                            | 1874                                 |
| Calendário solar tailandês                                                   | 2167                                 |

| Ano completo                            |
| --------------------------------------- |
| Ano bissexto com início à segunda-feira |

## Eventos

### Maio
- 10 de maio - Colonização do Brasil: Invasão holandesa em Salvador, Capitania da Baía de Todos os Santos, então capital do Estado do Brasil, estado colonial do Reino de Portugal.

## Mortes
- 22 de fevereiro -Diogo de Carvalho, beato português, missionário jesuíta, é martirizado em Xendai, no Japão (n. 1578).
- 25 de agosto - Miguel de Carvalho, beato português, morre na fogueira, no Japão, por pregar o catolicismo (n. 1579).
- 21 de novembro - Jakob Böhme ou Jacob Boehme, filósofo e místico alemão.
- Luis Tristán, pintor espanhol (n. 1585).